# Johannes Schöttler

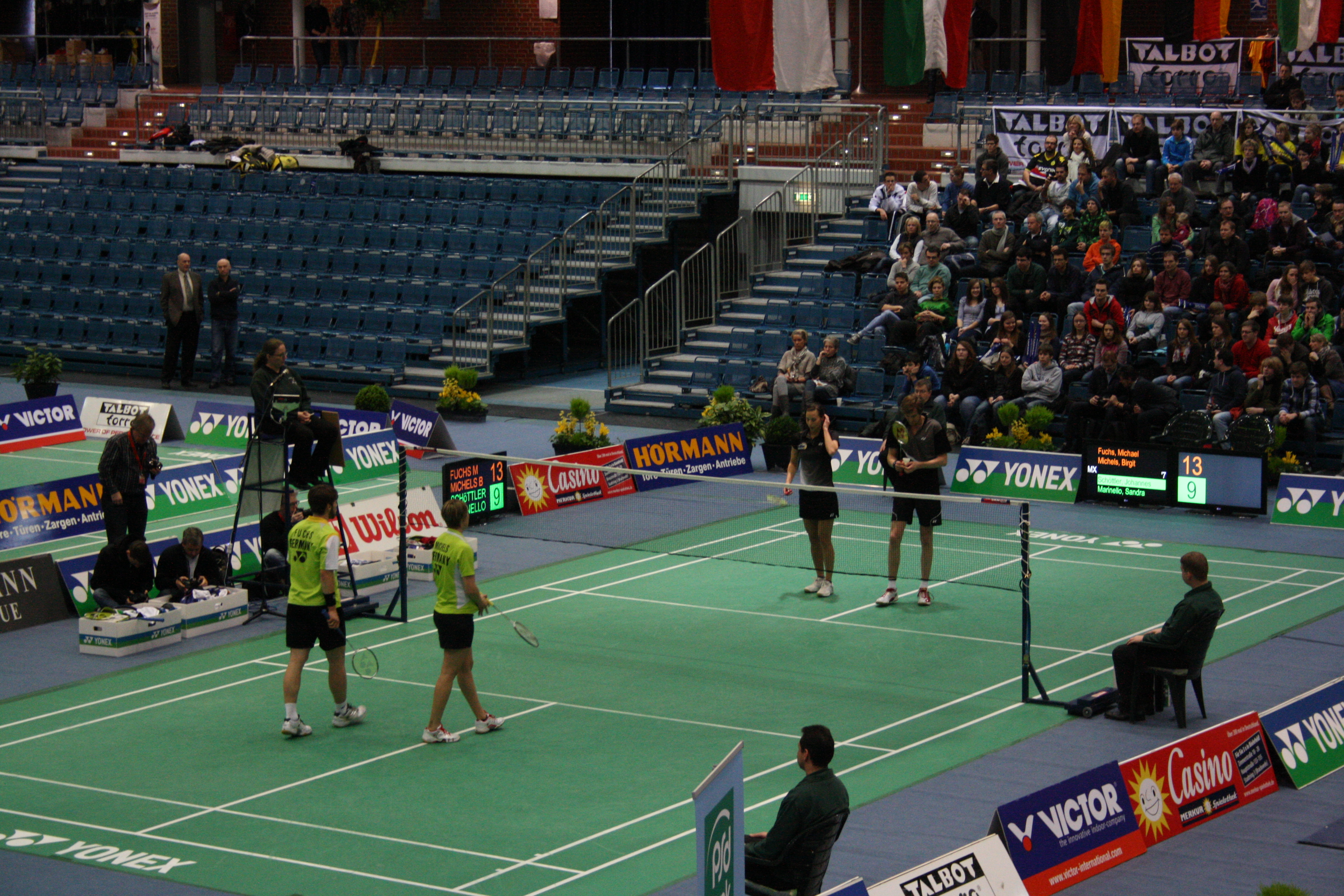
Johannes Schöttler / Sandra Marinello (hinten) und Michael Fuchs / Birgit Michels im Finale der Deutschen Meisterschaften 2012 (Gemischtes Doppel).

Johannes Schöttler (* 27. August 1984 in Hamburg) ist ein deutscher Badmintonspieler.

## Karriere
Johannes Schöttler gewann international unter anderem die Dutch Open, Italian International und die Dutch International. In seiner Heimat Deutschland wurde er 2008 Dritter mit der SG EBT Berlin in der Mannschaftsmeisterschaft. In den Einzeldisziplinen konnte er bei den Deutschen Meisterschaften 2010 den Titel im Herrendoppel erringen.
2013 wurde er bei den Europameisterschaften für gemischte Mannschaften Europameister.

## Sportliche Erfolge
| Saison      | Veranstaltung                          | Disziplin    | Platz | Name |
| ----------- | -------------------------------------- | ------------ | ----- | --- |
| 1996        | Flora-Cup U12                          | Herreneinzel | 1     | Johannes Schöttler (Barsbütteler SV) |
| 2001/2002   | Norddeutsche Meisterschaft U19         | Herrendoppel | 5     | Johannes Schöttler (TSV Glinde) / Paul Rduch (DJK Hamburg) |
| 2001/2002   | Norddeutsche Meisterschaft U19         | Herreneinzel | 5     | Johannes Schöttler (TSV Glinde) |
| 2002/2003   | Deutsche Einzelmeisterschaft U19       | Herrendoppel | 3     | Johannes Schöttler (TSV Glinde) / Paul Rduch (VfL 93 Hamburg) |
| 2002/2003   | Deutsche Einzelmeisterschaft U19       | Herreneinzel | 5     | Johannes Schöttler (TSV Glinde) |
| 2004/2005   | Deutsche Einzelmeisterschaft U22       | Mixed        | 2     | Johannes Schöttler / Gitte Köhler (VfL 93 Hamburg) |
| 2004/2005   | Deutsche Einzelmeisterschaft U22       | Herrendoppel | 1     | Johannes Schöttler / Toni Gerasch (VfL 93 Hamburg / 1. BC Bischmisheim) |
| 2005/2006   | Deutsche Einzelmeisterschaft           | Herrendoppel | 3     | Tim Dettmann (SG EBT Berlin) / Johannes Schöttler (VfL 93 Hamburg) |
| 2005/2006   | Deutsche Einzelmeisterschaft U22       | Mixed        | 1     | Johannes Schöttler / Gitte Köhler (VfL 93 Hamburg) |
| 2005/2006   | Deutsche Einzelmeisterschaft U22       | Herrendoppel | 2     | Johannes Schöttler / Tim Zander (VfL 93 Hamburg) |
| 2005/2006   | Deutsche Einzelmeisterschaft U22       | Mixed        | 2     | Johannes Schöttler / Gitte Köhler (VfL 93 Hamburg) |
| 2006/2007   | Deutsche Einzelmeisterschaft           | Herrendoppel | 3     | Tim Dettmann (SG EBT Berlin) / Johannes Schöttler (VfL 93 Hamburg) |
| 2006/2007   | Deutsche Einzelmeisterschaft           | Mixed        | 3     | Johannes Schöttler / Gitte Köhler (VfL 93 Hamburg) |
| 2007        | Türkei: Internationale Meisterschaften | Herrendoppel | 2     | Johannes Schöttler / Tim Dettmann (GER) |
| 2007/2008   | Deutsche Einzelmeisterschaft           | Mixed        | 3     | Johannes Schöttler (SG EBT Berlin) / Gitte Köhler (VfL 93 Hamburg) |
| 2007/2008   | Deutsche Mannschaftsmeisterschaft      | Mannschaft   | 3     | SG EBT Berlin (Xuan Chuan, Tim Dettmann, Dieter Domke, Conrad Hückstädt, Karsten Lehmann, Michał Łogosz, Johannes Schöttler, Johannes Szilagyi, Nicole Grether, Janet Köhler, Joanne Nicholas-Wright, Juliane Schenk)                        |
| 2008        | Italian International                  | Herrendoppel | 1     | Kristof Hopp / Johannes Schöttler (GER) |
| 2008 / 2009 | Deutsche Einzelmeisterschaft           | Mixed        | 2     | Johannes Schöttler (SG EBT Berlin) / Birgit Overzier (1. BC Beuel) |
| 2008 / 2009 | Deutsche Einzelmeisterschaft           | Herrendoppel | 1     | Kristof Hopp (1. BC Bischmisheim) / Johannes Schöttler (SG EBT Berlin) |
| 2009        | Dutch International                    | Mixed        | 1     | Johannes Schöttler / Birgit Overzier (GER) |
| 2009        | Dutch International                    | Mixed        | 1     | Johannes Schöttler / Birgit Overzier |
| 2009 / 2010 | Deutsche Mannschaftsmeisterschaft      | Mannschaft   | 1     | 1. BC Bischmisheim (Jochen Cassel, Dieter Domke, Michael Fuchs, Kristof Hopp, Kęstutis Navickas, Marcel Reuter, Johannes Schöttler, Roman Spitko, Philip Welker, Carola Bott, Olga Konon, Kristina Kreibich, Johanna Persson, Emma Wengberg) |
| 2009 / 2010 | Deutsche Einzelmeisterschaft           | Mixed        | 2     | Johannes Schöttler (1. BC Bischmisheim) / Sandra Marinello (1. BC Düren) |
| 2009 / 2010 | Deutsche Einzelmeisterschaft           | Herrendoppel | 1     | Kristof Hopp / Johannes Schöttler (1. BC Bischmisheim) |
| 2010 / 2011 | Deutsche Einzelmeisterschaft           | Herrendoppel | 1     | Ingo Kindervater (1. BC Beuel) / Johannes Schöttler (1. BC Bischmisheim) |
| 2011 / 2012 | Deutsche Einzelmeisterschaft           | Herrendoppel | 1     | Ingo Kindervater (1. BC Beuel) / Johannes Schöttler (1. BC Bischmisheim) |
| 2012        | Bitburger Open                         | Herrendoppel | 1     | Ingo Kindervater / Johannes Schöttler |